# Fábiánsebestyén–Árpádhalom-vasútvonal

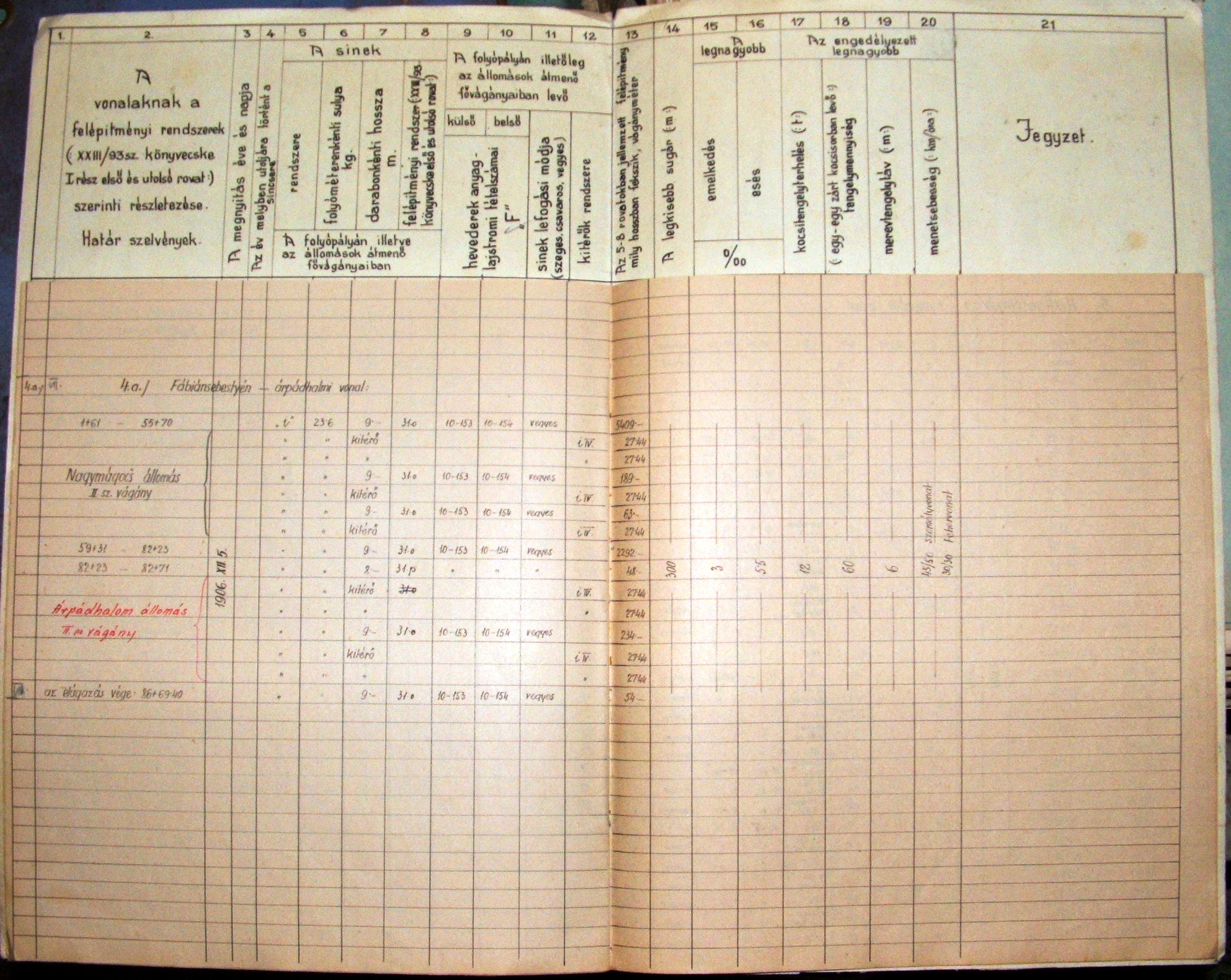
A vonal pályaadatai az 1943. december 31-i állapot szerint

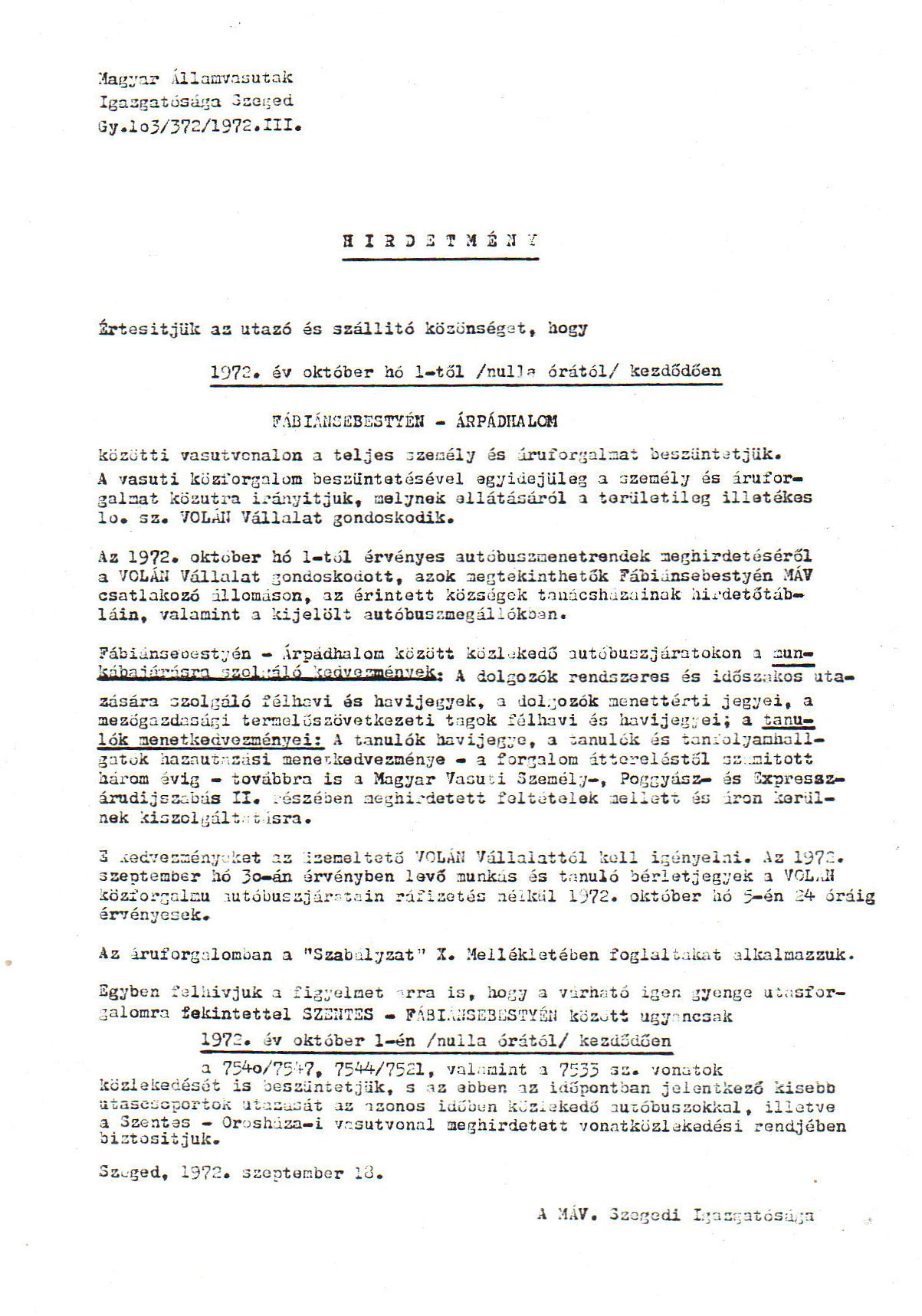
Hirdetmény a vasútvonal bezárásáról

Az egykori 148-as számú Fábiánsebestyén–Árpádhalom-vasútvonal egy egyvágányú vasúti mellékvonal volt a Dél-Alföldön. Az Orosháza–Szentes–Csongrád-vasútvonallal egy időben, annak szárnyvonalaként épült ki. 1906. december 5-én adták át. Fő célja a közeli grófi uradalmak bekapcsolása volt a vasúthálózatba. Végét az 1968-as közlekedéspolitikai koncepció jelentette, 1972-ben szüntették meg. Két kisvasúti hálózat is csatlakozott hozzá.

## Története
A Szentest Orosházával összekötő vasútvonal építésére és üzembentartására Gerster Béla és Török Emil budapesti mérnökök kaptak engedélyt, és létrehozták az Orosháza–Csongrád Helyiérdekű Vasút Részvénytársaságot. Részvényesek voltak: Békés és Csongrád vármegyék, Szentes város, Gádoros és Orosháza községek, valamint az érintett nagybirtokosok. Sikerült az érdekelteknek a vonalvezetés mikéntjéről is megegyezniük: a HÉV fővonala Orosháza–Gádoros–Fábiánpuszta–Szentes útvonalon halad, Fábián állomásból kiágazva pedig szárnyvonalat építenek az uradalmak kiszolgálására. A vasútvonalak építéséhez szükséges tőkét 3 884 000 koronában határozta meg a minisztérium, melyből 238 000 koronát járműbeszerzésre kellett fordítani, 70 000 koronát tartalékalapba kellett csoportosítani, így magára az építésre 3 576 000 korona jutott. Az építést az 1906. évi XVII. törvénycikk engedélyezte:
| „1. § A ministerium felhatalmaztatik a m. kir. államvasutak Orosháza állomásából kiágazólag a szentes–kunszentmártoni h. é. vasut Szentes állomásán át a m. kir. államvasutak Csongrád állomásáig vezetendő fővonalból és e fővonal 60/61 szelvényei között kiágazólag a Tisza folyó partjáig tervezett vontató vágányból, továbbá a fővonal Fábián állomásából kiágazólag a Zoltántér majorig vezetendő szárnyvonalból álló h. é. vasutnak az 1880. évi XXXI. és az 1884. évi IV. törvénycikkben foglalt feltételek alatt leendő engedélyezésére.” – 1906. évi XVII. törvénycikk az orosháza–szentes–csongrádi h. é. vasut engedélyezése tárgyában (részlet) |

A HÉV által épített vasúti pályák teljesen új anyagból, a helyiérdekű vasúti szabvány alapján könnyű, 9 méteres, 23,6 kg/m tömegű „i” rendszerű sínekből készültek, bányakavics ágyazatban, mezőnként 13 talpfával. Az árpádhalmi szárnyvonal sínjei egy évvel fiatalabbak voltak a Szentes–Orosháza vonal sok helyen ma is megtalálható eredeti sínjeinél; 1906-ban készültek a diósgyőrött, feliratuk DIÓSGYŐR 1906 B.A. volt. Ez a felépítménytípus – bár meglehetősen gyakori volt alkalmazása a HÉV-vonalakon – már akkor sem számított korszerűnek (fővonalakon már akkor 42 kg-os síneket alkalmaztak, zúzottkő ágyazattal), kihordási idejét is csak 25 évre tervezték - ennek ellenére az 1970-es évekig, a vonal megszüntetéséig nem változott a felépítmény. A vonalakon a legnagyobb menetsebességet a hatóság 40 km/órában határozta meg, a tengelyterhelést pedig 12 tonnában. A 8,5 km-es szakaszon a forgalom 1906. december 5-én indult meg.
A szárnyvonal a fábiáni állomástól Zoltántér majorig vezetett - a mai Árpádhalom falutól kb. 1,5 km-re nyugatra ért véget. A két végállomás között 2 megálló volt Nádas-halomnál és Lajostanya majornál (későbbi nevén Nagymágocs mh.). Lajostanyánál a 600 mm nyomtávolságú mágocsi uradalmi vasút csatlakozott a nagyvasúthoz Nagymágocs felé – bár a megállóhely a Nagymágocs nevet is felvette, ugyanis messze esett a falutól. Árpádhalom állomásról a 760 mm nyomtávolságú Szegvári Gazdasági Vasút két vonala indult ki: az egyik Árpádhalom falu, a másik Nagymágocs felé. Az árpádhalmi vasútállomáson túl a nyíltvonal folytatásaként 30 méter hosszan rakodóvágány épült.
A vasútvonal végzetét az 1968-as közlekedéspolitikai koncepció jelentette, amely a vasúti forgalom közútra terelését szorgalmazta, ami országszerte vonalbezárásokkal járt. A forgalom 1972. szeptember 30-án állt le, egy év múlva a síneket is felszedték. Nemcsak a nagyvasúti vonalat, hanem a hozzá csatlakozó Szegvári Gazdasági Vasút vonalát is felszámolták. A járműveket és a sínanyagot 1971-ben még Árpádhalom állomáson rakodták vasúti kocsikba - egy évvel a nagyvasút bezárása előtt. A koncepció a Szentes–Orosháza vonalat fenntartandó és felújítandó vonalnak jelölte, azonban felújítása a mai napig elmaradt.
A vasútvonal nyomvonalával ma jórészt párhuzamos a Fábiánsebestyén–Árpádhalom közti 4449-es út, bár van ahol eltér tőle. Árpádhalom állomásépülete és őrháza, valamint Nagymágocs (Lajostanya major) állomás felvételi épülete ma is áll.

## Lásd még
- Mágocsi uradalmi vasút
- Szegvári Gazdasági Vasút
- Magyarország megszűnt vasútvonalainak listája